# عوابر

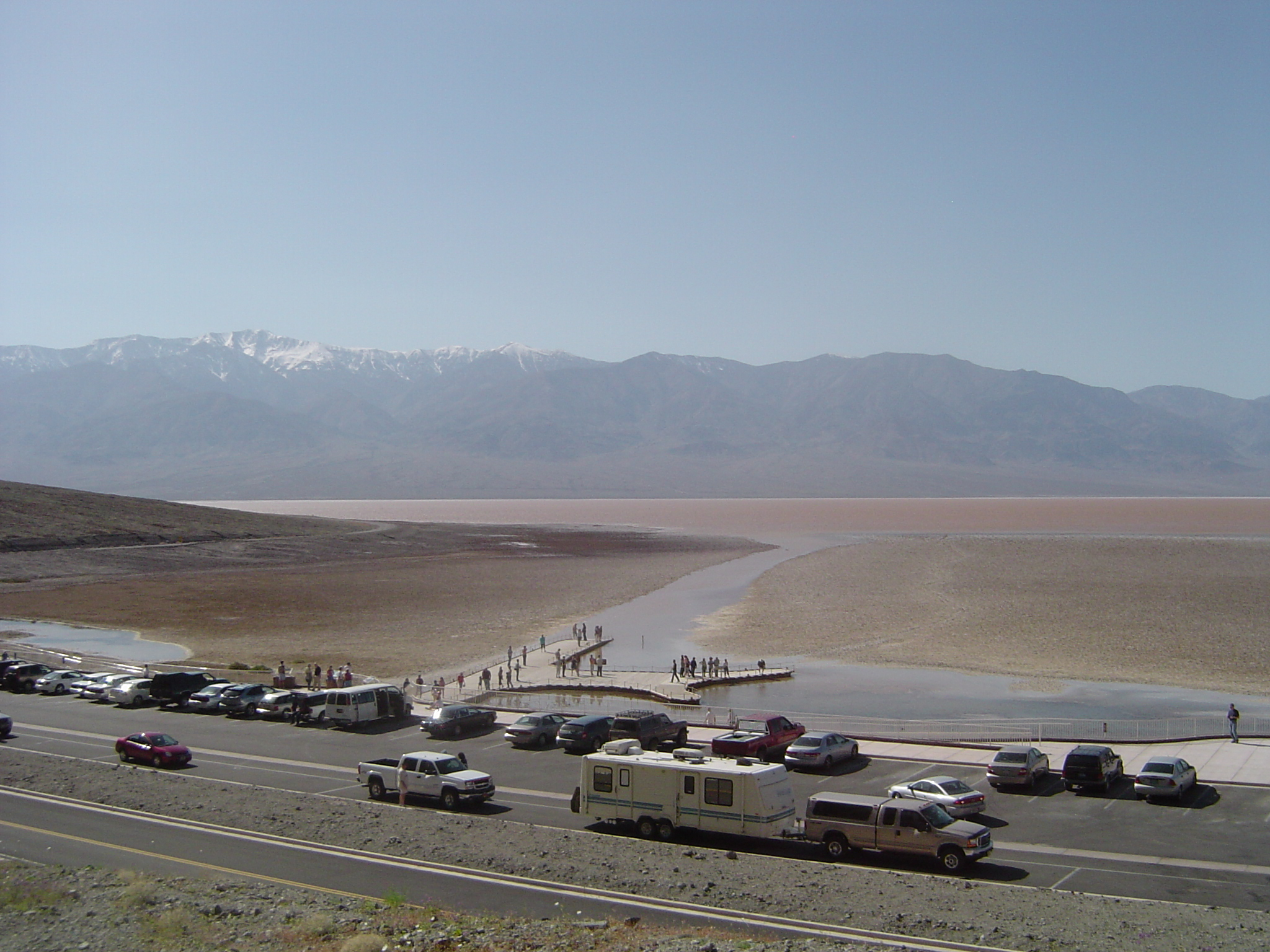
بحيرة تشكلت في بادواتر داخل منتزه وادي الموت الوطنية خلال فصل الشتاء الرطب بشكل لا اعتيادي في ربيع عام 2005

الزوائل أو العوابر أو قصيرات الأجل أو الزائلات (بالإنجليزية: Ephemerality) (من اليونانية εφήμερος - الأزمنة، حرفيًا تعني «تدوم يومًا واحدًا فقط») هو مصطلح يُقصد به تلك الأشياء العابرة الموجودة أو المُخصصة لتكون موجودة لفترة وجيزة فقط. عادةً ما يستخدم مصطلح الزائلات وكذلك العابرات لوصف الأشياء الموجودة في الطبيعة، بالرغم من أنه يمكن أن يصف مجموعة واسعة من الأشياء، بما في ذلك المصنوعات البشرية المُصممة عمداً لتستمر لفترة مؤقتة فقط من أجل زيادة قيمتها الجمالية المتصورة. على سبيل المثال، فقد لوحظ أن «الزائلات الشكلية هي نوعية سببها انحسار وتدفق تركيز الحشد على الأداء وانعكاس لطبيعة الحنين إلى عروض معينة». نظرًا لأن الأشخاص المختلفين قد يقدرون مرور الوقت بشكل مختلف، إذ أن مفهوم الزوال هو مفهوم نسبي.

## أمثلة طبيعية

### المعالم الجغرافية
الجسم المائي المؤقت هو أرض رطبة أو نبع أو مجرى أو نهر أو بركة أو بحيرة لا توجد إلا لفترة قصيرة بعد هطول الأمطار أو ذوبان الجليد. ليست مماثلة للأجسام المائية المتقطعة أو الموسمية، التي توجد لفترات أطول، ولكن ليس طوال العام.

### العمليات البيولوجية
يتم تكييف العديد من النباتات مع نمط حياة عابر، حيث يقضون معظم العام أو أطول كبذور قبل أن تكون الظروف مناسبة لفترة وجيزة من النمو والتكاثر. ومن الأمثلة المعروفة على ذلك نبتة الزنبق الفأري للنبات العابرة.
يمكن أن تكون الحيوانات أيضاً عابرة، حيث يكون الروبيان الملحي وذباب مايو أمثلة. والمشيمة تعتبر أيضاً عابر لكونها جهاز يتواجد أثناء الحمل فقط.

## أخرى
يمكن أيضًا استخدام العوابر كصفة للإشارة إلى أهمية التدهور السريع أو الطبيعة المؤقتة لأحد الأشياء. العلامات التجارية هي أيضاً قد تكون عابرة، كما كان الحال في البرامج التلفزيونية. يمكن تسمية الفيلم الذي تم إنتاجه بواسطة راعي معين لغرض معين بخلاف العمل الفني بأنه عابر، لأن الفيلم نفسه يمكن أن يستمر في الوجود بعد اختفاء السياق الاجتماعي أو التجاري لإنشائه.
يمكن اعتبار عدد من الأشكال الفنية عابرة بسبب طبيعتها المؤقتة. يعد الفن الأرضي المبكر وجميع التماثيل الرملية والمنحوتات الجليدية ورسومات الطباشير على ممرات المشاة أمثلة على الفنون العابرة.